# Jacqueline du Bief
Jacqueline du Bief (ur. 4 grudnia 1930 w Paryżu) – francuska łyżwiarka figurowa, startująca głównie w konkurencji solistek. Brązowa medalistka olimpijska z Oslo (1952) i uczestniczka igrzysk olimpijskich (1948), mistrzyni świata (1952), medalistka mistrzostw Europy oraz 6-krotna mistrzyni Francji (1947–1952).
W konkurencji par sportowych z Tony Fontem zdobyła dwa tytuły mistrzyni Francji (1951, 1952).
Po zakończeniu kariery amatorskiej w 1952 roku występowała jako profesjonalna łyżwiarka m.in. Ice Capades, Holiday On Ice do 1964 roku.

## Osiągnięcia

### Solistki
| Zawody               | 1947           | 1948           | 1949           | 1950           | 1951           | 1952           |                |                |                |                |                |                |                |                |                |                |                |
| Międzynarodowe       | Międzynarodowe | Międzynarodowe | Międzynarodowe | Międzynarodowe | Międzynarodowe | Międzynarodowe | Międzynarodowe | Międzynarodowe | Międzynarodowe | Międzynarodowe | Międzynarodowe | Międzynarodowe | Międzynarodowe | Międzynarodowe | Międzynarodowe | Międzynarodowe | Międzynarodowe |
| -------------------- | -------------- | -------------- | -------------- | -------------- | -------------- | -------------- | -------------- | -------------- | -------------- | -------------- | -------------- | -------------- | -------------- | -------------- | -------------- | -------------- | -------------- |
| Igrzyska olimpijskie |                | 16             |                |                |                | 3              |                |                |                |                |                |                |                |                |                |                |                |
| Mistrzostwa świata   |                | 18             | 9              | 6              | 2              | 1              |                |                |                |                |                |                |                |                |                |                |                |
| Mistrzostwa Europy   |                |                | 7              | 3              | 2              | 2              |                |                |                |                |                |                |                |                |                |                |                |
| Krajowe              |                |                |                |                |                |                |                |                |                |                |                |                |                |                |                |                |                |
| Mistrzostwa Francji  | 1              | 1              | 1              | 1              | 1              | 1              |                |                |                |                |                |                |                |                |                |                |                |

### Pary sportowe
Z Tonym Fontem
| Mistrzostwa Francji | 1 | 1 |